# デヴィッド・ホロウェイ
デヴィッド・ホロウェイ（David J. Holloway、1943年 - ）は、アイルランド出身、アメリカ合衆国在住の歴史学者・政治学者。スタンフォード大学歴史学科教授。専門は核政策をめぐる国際政治史、ソ連の安全保障政策。

## 略歴
アイルランド・ダブリン出身。1964年、ケンブリッジ大学ペンブルック・カレッジ卒業（ロシア文学専攻）。1966年、マンチェスター大学大学院修了。ケンブリッジ大学から政治学博士の学位を取得。
マンチェスター大学研究員（1966年 - 1967年）、ランカスター大学助手（1967年 - 1969年）、エディンバラ大学の講師（1970年 - 1984年）・准教授（1984年 - 1986年）を経て、1986年からスタンフォード大学政治学部教授。1996年から歴史学部に移籍し、1997年よりレイモンド・スプルーアンス記念講座教授を務める。
1991年から1997年までスタンフォード大学国際安全保障・協力研究所長、1998年から2003年まで同大学フリーマン・スポグリ国際研究所長を兼任した。
ソ連による原爆開発過程を実証的に解明した著書『スターリンと原爆』で、1994年度Publisher's Weekly Best Books of the Year、アメリカ・スラヴ研究振興学会（AAASS）からShulman Prize、Vucinich Prizeなどを受賞した。

## 著書

### 単著
- The Soviet Union and the Arms Race, (Yale University Press, 1983, 2nd. ed., 1984).
- Stalin and the Bomb: the Soviet Union and Atomic Energy, 1939-1956, (Yale University Press, 1994).
川上洸・松本幸重訳『スターリンと原爆（上・下）』（大月書店, 1997年）

### 共編著
- The Warsaw Pact: Alliance in Transition, co-edited with Jane M.O. Sharp, (Macmillan, 1984).
- Reexamining the Soviet Experience: Essays in Honor of Alexander Dallin, co-edited with Norman Naimark, (Westview Press, 1996).